# Клавдий Безансонский
Кла́вдий (Клод; фр. Claude; умер в 699) — архиепископ Безансонский (685—692); святой (день памяти — 6 июня).

## Биография
Святой Клавдий родился в Франш-Конте в семье сенатора. После рукоположения он стал священником в Безансоне. Согласно преданию, после двенадцати лет служения он удалился в монастырь Кондат (Condat), что Юрских горах. Теперь это место называется Сен-Клод. Там он жил святой аскетической жизнью. Св. Клод был поставлен настоятелем монастыря. В качестве настоятеля он особое внимание уделил монастырскому правилу восстановлению монастырских сооружений.
В 685 году святой Клавдий был избран архиепископом Безансонским, вопреки его преклонному возрасту и нежеланию занять это ко многому обязывающее место. Тем не менее, он управлял архиепархией семь лет, после чего возвратился в Кондат, руководство которым он сохранял во время своего архиепископского служения. Святой Клавдий отошёл ко Господу в весьма почтенном возрасте в 699 году.
Имеется также мнение, что он оставался приходским священником до избрания епископом и удалился в монастырь только по окончании епископского служения. Почитание святого Клавдия широко распространилось в XII веке, когда его тело было обретено нетленным. Место его погребения долгие годы привлекало многочисленных паломников случаями чудесных исцелений.